# 手塚治虫文化賞
手塚治虫文化賞（てづかおさむぶんかしょう）は、朝日新聞社が主催する、優れた漫画に授与する各賞の総称である。

## 概要
手塚治虫の業績を記念し、「マンガ文化の健全な発展」を目的に1997年に創設。選考委員として、業界の重鎮ではなく「現在の漫画をよく読む人物」が選ばれている点、選考委員の審査内容が公開される点が特徴である。
選考年の前年に発行され、読者・選考委員から推薦された単行本が対象（このため連載中の作品でも単行本が出なかったものは選考対象にならない）。審査員の投票による一次選考ののち、最終選考を経て各受賞作が決定される。選考委員の推薦・投票内容は公開される。一次選考は2月頃、結果発表は4月下旬頃、贈呈式は6月頃。

## 選考方法
一次選考
マンガ関係者と一般読者からの推薦をもとに選ばれた選考対象作品に、審査員一人につき持ち点15点、1作品にひとり最大5点までの投票が行なわれる（点の振り分け方は自由）。上位の作品がノミネート作品となる。
最終選考
第6回までは1位 - 5、6位までの傾斜配点による審査員の投票により決定されていた。第7回以降は投票ではなく審査員の合議によって決定される。

## 賞金・賞品
正賞と副賞が贈られる。正賞は造形作家・横山宏による鉄腕アトムをイメージしたブロンズの賞牌。
マンガ大賞　
正賞：ブロンズ像、副賞：200万円
年間を通じもっとも優れた作品に与えられる。
優秀賞（第6回まで）
正賞：ブロンズ像、副賞：100万円
大賞に準ずる優れた作品に与えられる。
新生賞（第7回以降）
正賞：ブロンズ像、副賞：100万円
斬新な表現、画期的なテーマなど新しい才能を示した作品に与えられる。
短編賞（第7回以降）　
正賞：ブロンズ像、副賞：100万円
短編、4コマ漫画、1コマ漫画などの優れた作品、作者に与えられる。
特別賞　
正賞：ブロンズ像、副賞：100万円
漫画文化の発展に寄与した人物、団体に与えられる。
読者賞（第18回）
正賞：記念の盾、副賞：10万円
第18回の特別企画として設けられた。朝日新聞デジタル会員の投票で決定。

## 歴代受賞作品

### 第1回 - 第10回
第1回（1997年）
- マンガ大賞：藤子・F・不二雄 『ドラえもん』
- マンガ優秀賞：萩尾望都 『残酷な神が支配する』
- 特別賞：内記稔夫（現代マンガ図書館の設立と運営に対して）
- 最終選考結果（得点）：藤子・F・不二雄『ドラえもん』（67点）、萩尾望都『残酷な神が支配する』（59点）、望月峯太郎『ドラゴンヘッド』（58点）、松本大洋『ピンポン』（56点）、王欣太『蒼天航路』（46点）、山口貴由『覚悟のススメ』（43点）
- 備考：賞の時代性を考慮し『ドラえもん』を特別賞枠に推す声もあったが、「これまでの業績」を含めた積極的評価が勝り大賞となった。

選考委員：荒俣宏、石上三登志、いしかわじゅん、大月隆寛、岡田斗司夫、印口崇、唐沢俊一、呉智英、小松左京、斉藤由貴、里中満智子、三代目魚武濱田成夫、鈴木光司、関川夏央、高橋源一郎、タケカワユキヒデ、鶴見済、長谷邦夫、荷宮和子、古川益蔵、フレデリック・ショット、村上知彦、夢枕獏、養老孟司、米澤嘉博
第2回（1998年）
- マンガ大賞：谷口ジロー、原作：関川夏央 『「坊っちゃん」の時代』
- マンガ優秀賞：青木雄二 『ナニワ金融道』
- 特別賞：石ノ森章太郎（マンガとマンガ界への長年の貢献に対して）
- 最終選考結果（得点）：谷口ジロー、原作/関川夏央『「坊っちゃん」の時代』（85点）、青木雄二『ナニワ金融道』（60点）、松本大洋『ピンポン』（50点）、王欣太『蒼天航路』（46点）、浦沢直樹『MONSTER』（45点）、西原理恵子『ゆんぼくん』（38点）

選考委員：荒俣宏、石上三登志、いしかわじゅん、大月隆寛、岡田斗司夫、印口崇、唐沢俊一、呉智英、小松左京、斉藤由貴、里中満智子、三代目魚武濱田成夫、鈴木光司、関川夏央、高橋源一郎、タケカワユキヒデ、鶴見済、長谷邦夫、荷宮和子、古川益蔵、フレデリック・ショット、村上知彦、夢枕獏、養老孟司、米澤嘉博
第3回（1999年）
- マンガ大賞：浦沢直樹 『MONSTER』
- マンガ優秀賞：さそうあきら 『神童』
- 特別賞：夏目房之介（マンガ批評の優れた業績に対して）
- 最終選考結果：浦沢直樹『MONSTER』（74点）、さそうあきら『神童』（71点）、三浦建太郎『ベルセルク』（59点）、望月峯太郎『ドラゴンヘッド』（45点）、岡崎京子『UNTITLED』（42点）

選考委員：荒俣宏、石上三登志、いしかわじゅん、大月隆寛、岡田斗司夫、印口崇、唐沢俊一、呉智英、小松左京、斉藤由貴、里中満智子、三代目魚武濱田成夫、鈴木光司、関川夏央、高橋源一郎、タケカワユキヒデ、長谷邦夫、荷宮和子、古川益蔵、フレデリック・ショット、村上知彦、夢枕獏、養老孟司、米澤嘉博
第4回（2000年）
- マンガ大賞：諸星大二郎 『西遊妖猿伝』
- マンガ優秀賞：望月峯太郎 『ドラゴンヘッド』
- 特別賞：フレデリック・L・ショット（英語版）（日本マンガを海外に広く紹介した功績に対して）
- 最終選考結果（得点）：諸星大二郎『西遊妖猿伝』（72点）、望月峯太郎『ドラゴンヘッド』（59点）、三浦建太郎『ベルセルク』（54点）、水樹和佳子『イティハーサ』（47点）、新井英樹『ザ・ワールド・イズ・マイン』（40点）、尾田栄一郎『ONE PIECE』（34点）

選考委員：荒俣宏、石上三登志、いしかわじゅん、印口崇、呉智英、里中満智子、J・ベルント、関川夏央、竹内オサム、藤本由香里、[細萱敦、水野英子、村上知彦、夢枕獏、米澤嘉博
第5回（2001年）
- マンガ大賞：岡野玲子、原作：夢枕獏 『陰陽師』
- マンガ優秀賞：しりあがり寿 『弥次喜多 in DEEP』
- 特別賞：丸山昭（トキワ荘に集った多くの作家を育てた功績に対して）
- 最終選考結果（得点）：岡野玲子、原作/夢枕獏『陰陽師』（64点）、しりあがり寿『弥次喜多 in DEEP』（61点）、井上雄彦、原作/吉川英治『バガボンド』（56点）、三浦建太郎『ベルセルク』（43点）、大島弓子『グーグーだって猫である』（39点）、尾田栄一郎『ONE PIECE』（28点）
- 備考：1次選考で最多得票を得ていた花輪和一（『刑務所の中』）がノミネートを辞退している。

選考委員：荒俣宏、石上三登志、いしかわじゅん、大月隆寛、岡田斗司夫、印口崇、唐沢俊一、呉智英、小松左京、斉藤由貴、里中満智子、三代目魚武濱田成夫、鈴木光司、関川夏央、高橋源一郎、タケカワユキヒデ、鶴見済、長谷邦夫、荷宮和子、古川益蔵、フレデリック・ショット、村上知彦、夢枕獏、養老孟司、米澤嘉博
第6回（2002年）
- マンガ大賞：井上雄彦 『バガボンド』
- マンガ優秀賞：三浦建太郎 『ベルセルク』
- 特別賞：なし
- 最終選考結果（得点）：井上雄彦、原作/吉川英治『バガボンド』（63点）、三浦建太郎『ベルセルク」（57点）、小畑健、原作/ほったゆみ『ヒカルの碁』（53点）、新井英樹『ザ・ワールド・イズ・マイン』（47点）、清水玲子『秘密-トップシークレット-』（45点）、尾田栄一郎『ONE PIECE』（40点）

選考委員：荒俣宏、石上三登志、いしかわじゅん、印口崇、呉智英、里中満智子、関川夏央、ジャクリーヌ・ベルント、竹内オサム、細萱敦、藤本由香里、水野英子、村上知彦、夢枕獏、米澤嘉博
第7回（2003年）
- マンガ大賞：高野文子 『黄色い本 ジャック・チボーという名の友人』
- 新生賞：小畑健、原作：ほったゆみ 『ヒカルの碁』
- 短編賞：いしいひさいち （『現代思想の遭難者たち』『ののちゃん』など一連の作品に対して）
- 特別賞：水木しげる（独創的な画業と長年の活躍に対して）
- 一次選考結果（得点）：高野文子『黄色い本』（26点）、佐藤秀峰『ブラックジャックによろしく』（15点）、小畑健、原作/ほったゆみ『ヒカルの碁』（14点）、今市子『百鬼夜行抄』（7点）、みなもと太郎『風雲児たち 幕末編』（7点）、大島弓子『グーグーだって猫である』（6点）、いしいひさいち『現代思想の遭難者たち』（5点）、たなか亜希夫、原作/橋本以蔵『軍鶏』（5点）
- 備考：この回より最終選考が合議制となる。また優秀賞が廃止され短編賞と新生賞が新たに設けられた。

選考委員：荒俣宏、いしかわじゅん、香山リカ、呉智英、清水勲、関川夏央、マット・ソーン、萩尾望都
第8回（2004年）
- マンガ大賞：岡崎京子 『ヘルタースケルター』
- 新生賞：もりもと崇 『難波鉦異本（なにわどらいほん）』
- 短編賞：秋月りす 『OL進化論』など一連の作品
- 特別賞：みなもと太郎 （歴史マンガの新境地開拓とマンガ文化への貢献に対して）
- 一次選考結果（得点）：佐藤秀峰『ブラックジャックによろしく』（22点）、岡崎京子『ヘルタースケルター』（13点）、矢沢あい『NANA』（10点）、みなもと太郎『風雲児たち 幕末編』（8点）、福島聡『少年少女』（5点）、荒川弘『鋼の錬金術師』（5点）、羽海野チカ『ハチミツとクローバー』（5点）、山岸凉子『舞姫 テレプシコーラ』（5点）、すずき大和『まんが紀行 奥の細道』（5点）
- 備考：一次選考で最多得票を得ていた佐藤秀峰（『ブラックジャックによろしく』）がノミネートを辞退している。また大賞受賞作『ヘルタースケルター』は作品の発表（雑誌掲載）自体は10年ほど前である。

選考委員：荒俣宏、いしかわじゅん、香山リカ、呉智英、清水勲、関川夏央、マット・ソーン、萩尾望都
第9回（2005年）

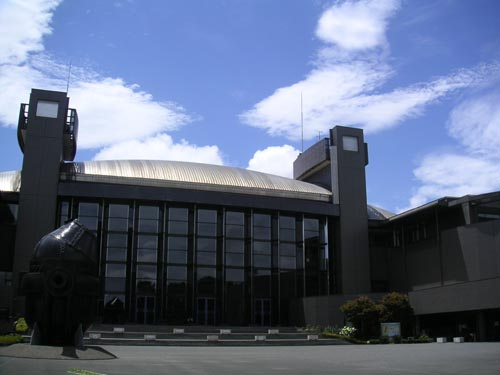
川崎市市民ミュージアム（2005年度特別賞）

- マンガ大賞：浦沢直樹、原作/手塚治虫 『PLUTO（プルートウ）』
- 新生賞：こうの史代 『夕凪の街 桜の国』
- 短編賞：西原理恵子 『毎日かあさん』『上京ものがたり』
- 特別賞：川崎市市民ミュージアム （江戸から現代までのマンガ作品・資料の収集および企画展示などに対して）
- 一次選考結果（得点）：浦沢直樹、原作/手塚治虫『PLUTO』（24点）、岩明均『ヒストリエ』（15点）、近藤ようこ『水鏡綺譚』（11点）、二ノ宮知子『のだめカンタービレ』（7点）、山岸凉子『舞姫 テレプシコーラ』（7点）、こうの史代『夕凪の町 桜の国』（6点）、小田扉『団地ともお』（5点）、今市子『百鬼夜行抄』（5点）、井上雄彦『リアル』（5点）
- 備考：『PLUTO』は第1巻刊行時であり「早すぎる」との声も上がったが、完成度と話題性から「その年の代表作」として評価された。

選考委員：荒俣宏、いしかわじゅん、香山リカ、呉智英、清水勲、関川夏央、マット・ソーン、萩尾望都
第10回（2006年）
- マンガ大賞：吾妻ひでお 『失踪日記』
- 新生賞：ひぐちアサ 『おおきく振りかぶって』
- 短編賞：伊藤理佐 『女いっぴき猫ふたり』など一連の作品に対して
- 特別賞：小野耕世（長年の海外コミックの日本への紹介と評論活動に対して）
- 一次選考結果（得点）：吾妻ひでお『失踪日記』（26点）、二ノ宮知子『のだめカンタービレ』（12点）、矢沢あい『NANA』（10点）、安野モヨコ『働きマン』（8点）、岩明均『ヒストリエ』（7点）、石川雅之『もやしもん』（6点）、吉田秋生『イヴの眠り』（5点）、大河原遁『王様の仕立て屋』（5点）、小田扉『団地ともお』（5点）、井上雄彦『リアル』（5点）、五十嵐大介『リトル・フォレスト』（5点）

選考委員：荒俣宏、いしかわじゅん、印口崇、香山リカ、呉智英、萩尾望都、藤本由香里、村上知彦

### 第11回 - 第20回
第11回（2007年）
- マンガ大賞：山岸凉子 『舞姫 テレプシコーラ』
- 新生賞：のぞゑのぶひさ、原作/大西巨人、企画・脚色/岩田和博 『神聖喜劇』
- 短編賞：森下裕美 『大阪ハムレット』
- 特別賞：該当なし
- 一次選考結果：山岸凉子『舞姫 テレプシコーラ』（21点）、二ノ宮知子『のだめカンタービレ』（18点）、森下裕美『大阪ハムレット』（13点）、石川雅之『もやしもん』（10点）、山田芳裕『へうげもの』（7点）、よしながふみ『大奥』（7点）、小畑健、原作/大場つぐみ『DEATH NOTE』（6点）、小田扉『団地ともお』（5点）、伊藤悠、原作/佐藤大輔『皇国の守護者』（5点）
- 備考：一次選考で2位だった二ノ宮知子（『のだめカンタービレ』）がノミネートを辞退している。また逝去した米澤嘉博を特別賞に推す声があったが、専門家の意見をもとに朝日新聞社内で検討した結果、該当者無しとなった。

選考委員：荒俣宏、いしかわじゅん、印口崇、香山リカ、呉智英、萩尾望都、藤本由香里、村上知彦
第12回（2008年）
- マンガ大賞：石川雅之 『もやしもん』
- 新生賞：島田虎之介 『トロイメライ』

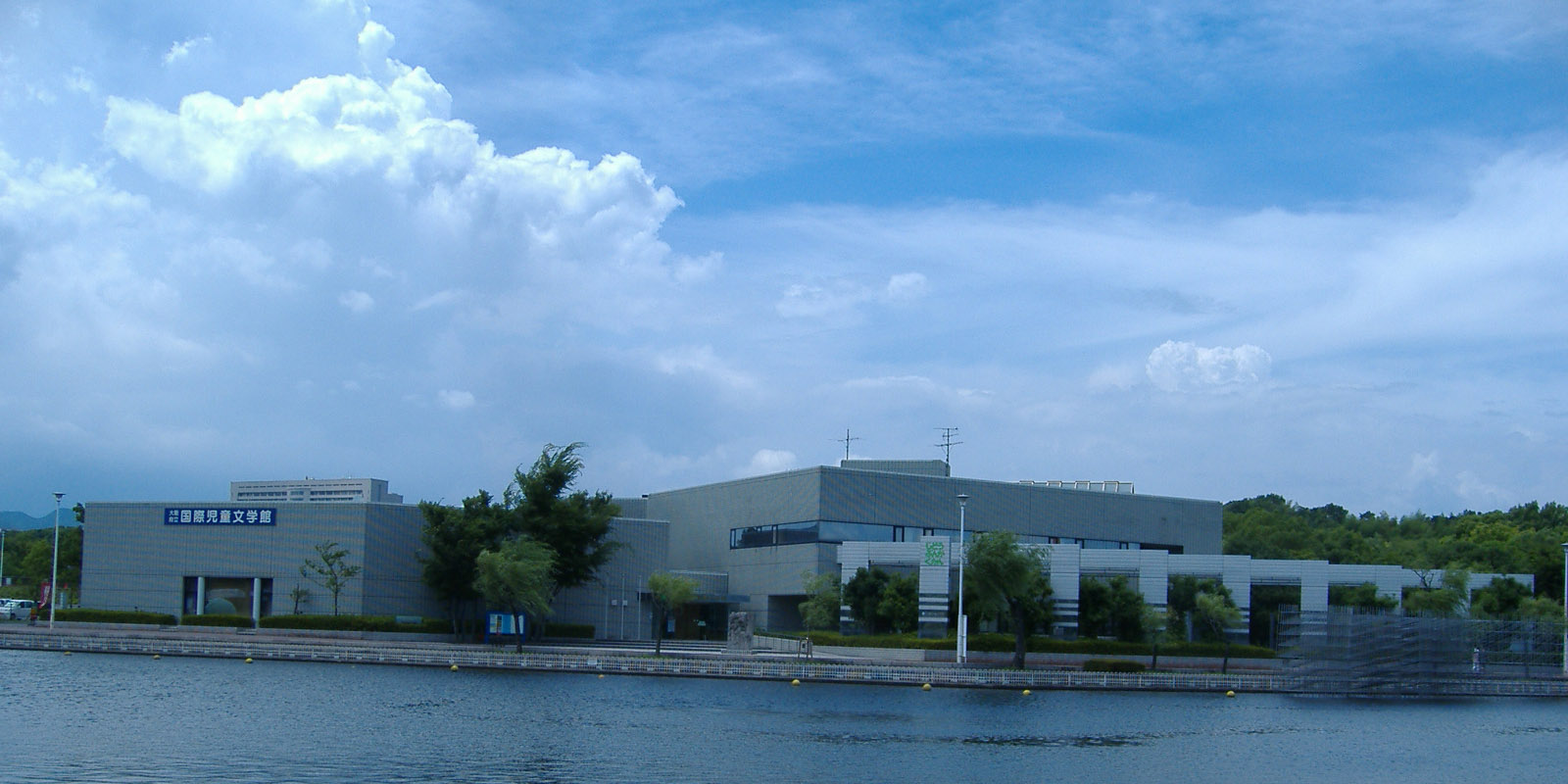
大阪府立国際児童文学館（2008年度特別賞）

- 短編賞：大島弓子 『グーグーだって猫である』
- 特別賞：大阪府立国際児童文学館
- 一次選考結果：石川雅之『もやしもん』（24点）、吉田秋生『海街diary』（15点）、よしながふみ『大奥』（10点）、山本直樹『レッド』（6点）、柴田ヨクサル『ハチワンダイバー』（6点）、矢沢あい『NANA』（6点）、真鍋昌平『闇金ウシジマくん』（5点）、あさりよしとお『るくるく』（5点）、五十嵐大介『海獣の子供』（5点）、あずまきよひこ『よつばと!』（5点）
- 備考：石川雅之は受賞時33歳で、井上雄彦（受賞時35歳）を抜き歴代最年少での大賞受賞となる。

選考委員：荒俣宏、いしかわじゅん、印口崇、香山リカ、呉智英、萩尾望都、藤本由香里、村上知彦
第13回（2009年）
- マンガ大賞：辰巳ヨシヒロ 『劇画漂流』、 よしながふみ『大奥』
- 新生賞：丸尾末広 『パノラマ島綺譚』
- 短編賞：中村光 『聖☆おにいさん』
- 一次選考結果：（得点順）吉田秋生『海街diary』（10点）、よしながふみ『大奥』（10点）、くらもちふさこ『駅から5分』（9点）、辰巳ヨシヒロ『劇画漂流』（7点）、さそうあきら『マエストロ』（7点）、五十嵐大介『海獣の子供』（6点）、中村光『聖☆おにいさん』（6点）
- 備考：大賞の2作品受賞は初めて。「全くタイプの違う作品で甲乙つけがたい」との判断で2作品受賞となった。

選考委員：印口崇、呉智英、竹宮惠子、中条省平、永井豪、藤本由香里、三浦しをん、村上知彦
第14回（2010年）
- マンガ大賞：山田芳裕 『へうげもの』
- 新生賞：市川春子 『虫と歌』
- 短編賞：ヤマザキマリ 『テルマエ・ロマエ』
- 特別賞：米澤嘉博（マンガ研究の基礎資料の収集と評論活動などの幅広い業績に対して）
- 一次選考結果：三宅乱丈『イムリ』（10点）、尾田栄一郎『ONE PIECE』（9点）、いがらしみきお『かむろば村へ』（8点）、こうの史代『この世界の片隅に』（7点）、東村アキコ『ひまわりっ 〜健一レジェンド〜』（7点）、山田芳裕『へうげもの』（6点）、真鍋昌平『闇金ウシジマくん』（6点）
- 備考：一次選考で2位だった尾田栄一郎（『ONE PIECE』）がノミネートを辞退している。

社外選考委員：印口崇、呉智英、竹宮惠子、中条省平、永井豪、藤本由香里、三浦しをん、村上知彦
第15回（2011年）
- マンガ大賞：村上もとか 『JIN-仁-』、松本大洋/原作・永福一成『竹光侍』
- 新生賞：荒川弘 『鋼の錬金術師』
- 短編賞：山科けいすけ 『C級さらりーまん講座』『パパはなんだかわからない』などサラリーマンを描いた一連の作品に対して
- 一次選考結果：荒川弘『鋼の錬金術師』（8点）、吉田秋生『海街diary』（8点）、山上たつひこ『中春こまわり君』（6点）、山口貴由/原作・南條範夫『シグルイ』（6点）、近藤ようこ『逢魔が橋』（5点）、松本大洋/原作・永福一成『竹光侍』（5点）、杉本亜未『ファンタジウム』（5点）、くぼたまこと『天体戦士サンレッド』（5点）、村上もとか『JIN—仁—』（5点）、森薫『乙嫁語り』（5点）
- 備考：一次選考で同点1位だった吉田秋生（『海街diary』）、同点5位だった森薫（『乙嫁語り』）がノミネートを辞退している。

社外選考委員：印口崇、呉智英、竹宮惠子、中条省平、永井豪、藤本由香里、三浦しをん、村上知彦
第16回（2012年）
- マンガ大賞：岩明均 『ヒストリエ』
- 新生賞：伊藤悠 『シュトヘル』
- 短編賞：ラズウェル細木 『酒のほそ道』など
- 特別賞：あの少年ジャンプ（東日本大震災直後、仙台市の塩川書店五橋店が譲られた1冊の「週刊少年ジャンプ」を回し読みに提供し、子どもたちに元気や勇気を与えた。マンガの持つ力に対して）
- 一次選考結果：岩明均『ヒストリエ』（14点）、しりあがり寿『あの日からのマンガ』（10点）、羽海野チカ『3月のライオン』（9点）、末次由紀『ちはやふる』（7点）、諫山創『進撃の巨人』（6点）、いがらしみきお『I【アイ】』（6点）

社外選考委員：竹宮惠子、中条省平、永井豪、中野晴行、ブルボン小林、ジャクリーヌ・ベルント、ヤマダトモコ
第17回（2013年）
- マンガ大賞：原泰久 『キングダム』
- 新生賞：山本美希 『Sunny Sunny Ann!』
- 短編賞：業田良家 『機械仕掛けの愛』
- 特別賞：なし
- 一次選考結果：羽海野チカ『3月のライオン』（11点）、いがらしみきお『I【アイ】』（9点）、いがらしみきお/原作・山上たつひこ『羊の木』（9点）、荒川弘『銀の匙 Silver Spoon』（6点）、雲田はるこ『昭和元禄落語心中』（6点）、押切蓮介『ハイスコアガール』（6点）、原泰久『キングダム』（5点）

社外選考委員：あさのあつこ、竹宮惠子、中条省平、永井豪、中野晴行、ブルボン小林、ジャクリーヌ・ベルント、ヤマダトモコ
第18回（2014年）
- マンガ大賞：羽海野チカ 『3月のライオン』
- 新生賞：今日マチ子 『みつあみの神様』など
- 短編賞：施川ユウキ 『オンノジ』など
- 特別賞：藤子不二雄A 『まんが道』『愛…しりそめし頃に…』
- 読者賞：小山宙哉 『宇宙兄弟』
- 一次選考結果：羽海野チカ『3月のライオン』（11点）、荒川弘『銀の匙 Silver Spoon』（10点）、原作・山上たつひこ/作画・いがらしみきお『羊の木』（6点）、いがらしみきお『I【アイ】』（5点）、藤子不二雄A『愛…しりそめし頃に…』（5点）、水城せとな『失恋ショコラティエ』（5点）、諫山創『進撃の巨人』（5点）、雷句誠『どうぶつの国』（5点）、岩本ナオ『町でうわさの天狗の子』（5点）、今日マチ子『みつあみの神様』（5点）

社外選考委員：あさのあつこ、竹宮惠子、中条省平、永井豪、中野晴行、ブルボン小林、ジャクリーヌ・ベルント、ヤマダトモコ
第19回（2015年）
- マンガ大賞：ほしよりこ 『逢沢りく』
- 新生賞：大今良時（『聲の形』で障害者と「いじめ」という重い題材から力強い希望と再生の物語を紡ぎ出したことに対して）
- 短編賞：吉田戦車 （不条理ギャグから育児日記まで、独自の笑いのセンスにあふれた一連の作品に対して）
- 特別賞：みつはしちかこ（ 『小さな恋のものがたり』を半世紀以上にわたり書き続け、完結させた業績に対して）
- 最終候補作品：ほしよりこ『逢沢りく』、島本和彦『アオイホノオ』、松井優征『暗殺教室』、荒川弘『銀の匙 Silver Spoon』、大今良時『聲の形』、漫画・近藤ようこ/原作・津原泰水『五色の船』、コージィ城倉『チェイサー』、岸本斉史『NARUTO -ナルト-』、洞田創『平成うろ覺え草紙』

社外選考委員：あさのあつこ、里中満智子、中条省平、中野晴行、ブルボン小林、南信長、みなもと太郎、ヤマダトモコ
第20回（2016年）
- マンガ大賞：一ノ関圭 『鼻紙写楽』、あずまきよひこ『よつばと!』
- 新生賞：安藤ゆき（『町田くんの世界』でユニークな主人公像や表現に対して）
- 短編賞：中崎タツヤ （『じみへん』の四半世紀にわたった連載での唯一無二の笑いの世界に対して）
- 特別賞：京都国際マンガミュージアム（ 10年にわたり博物館と図書館の両面からマンガ文化への貢献に対して）
- 最終候補作品：野田サトル『ゴールデンカムイ』、谷口ジロー（原作：久住昌之）『孤独のグルメ』、末次由紀『ちはやふる』、高浜寛『蝶のみちゆき』、一ノ関圭『鼻紙写楽』、あずまきよひこ『よつばと!』、高野苺『orange』

社外選考委員：あさのあつこ、杏、里中満智子、中条省平、中野晴行、南信長、みなもと太郎、ヤマダトモコ

### 第21回 -
第21回（2017年）
- マンガ大賞：くらもちふさこ『花に染む』
- 新生賞：雲田はるこ『昭和元禄落語心中』
- 短編賞：深谷かほる『夜廻り猫』
- 特別賞：秋本治（『こちら葛飾区亀有公園前派出所』40年の連載完結に対して）
- 最終候補作品：梅田阿比『クジラの子らは砂上に歌う』、野田サトル『ゴールデンカムイ』、高浜寛『SAD GiRL』、雲田はるこ『昭和元禄落語心中』、丹羽庭『トクサツガガガ』、大月悠祐子『ど根性ガエルの娘』、くらもちふさこ『花に染む』、星野之宣『レインマン』

社外選考委員：杏、桜庭一樹、里中満智子、中条省平、中野晴行、南信長、みなもと太郎、ヤマダトモコ
第22回（2018年）
- マンガ大賞：野田サトル『ゴールデンカムイ』
- 新生賞：板垣巴留（擬人化された動物達を描写する『BEASTARS』が持つ独自の世界観と清新な表現に対して）
- 短編賞：矢部太郎『大家さんと僕』
- 特別賞：ちばてつや（18年ぶりの単行本である『ひねもすのたり日記』の発行および長年の業績やマンガ文化への貢献に対して）
- 最終候補作品：Ark Performance『蒼き鋼のアルペジオ』、田中圭一『うつヌケ うつトンネルを抜けた人たち』、田辺剛『狂気の山脈にて』、野田サトル『ゴールデンカムイ』、おざわゆき『傘寿まり子』、鳥飼茜『先生の白い嘘』、石黒正数『それでも町は廻っている』、石塚真一『BLUE GIANT』、LF・ボレ作、フィリップ・ニクルー画、原正人訳『MATSUMOTO』、白井カイウ原作、出水ぽすか作画『約束のネバーランド』
- 備考：短編賞を受賞した矢部太郎（『大家さんと僕』）は、お笑い芸人としてだけでなく、本職の漫画家以外が作画した作品として初の受賞となった。[要出典]

社外選考委員：秋本治、杏、桜庭一樹、里中満智子、中条省平、南信長、みなもと太郎、ヤマダトモコ
第23回（2019年）
- マンガ大賞：有間しのぶ『その女、ジルバ』
- 新生賞：山田参助『あれよ星屑』（歴史の光と闇、人間の欲や業を鮮烈に描いた力量に対して）
- 短編賞：小山健『生理ちゃん』
- 特別賞：さいとう・たかを（『ゴルゴ13』が連載50年を達成したこと、および長年にわたるマンガ文化への貢献に対して）
- 最終候補作品：吉田秋生『海街diary』、篠原健太『彼方のアストラ』、柏木ハルコ『健康で文化的な最低限度の生活』、牧野あおい『さよならミニスカート』、はるな檸檬『ダルちゃん』、コナリミサト『凪のお暇』、草水敏原作、恵三朗漫画『フラジャイル』、羅川真里茂『ましろのおと』、白井カイウ原作、出水ぽすか作画『約束のネバーランド』

社外選考委員：秋本治、杏、桜庭一樹、里中満智子、中条省平、南信長、みなもと太郎、ヤマダトモコ
第24回（2020年）
- マンガ大賞：高浜寛『ニュクスの角灯』
- 新生賞：田島列島『水は海に向かって流れる』『田島列島短編集 ごあいさつ』（家族や男女の機微を柔らかな絵と言葉で表現する独自性に対して）
- 短編賞：和山やま『夢中さ、きみに。』
- 特別賞：長谷川町子（生誕100年を迎えた今も愛される作品の力とマンガ文化への貢献）
- 最終候補作品：吾峠呼世晴『鬼滅の刃』、三島芳治『児玉まりあ文学集成』、伊図透『銃座のウルナ』、遠藤達哉『SPY×FAMILY』、高浜寛『ニュクスの角灯』、山口つばさ『ブルーピリオド』、松田未来原作、※Kome作画『夜光雲のサリッサ』、島田虎之介『ロボ・サピエンス前史』
- 備考：一次選考で同点4位だった空知英秋(『銀魂』)もノミネートされていたが辞退している。[要出典]

社外選考委員：秋本治、杏、桜庭一樹、里中満智子、中条省平、南信長、みなもと太郎、ヤマダトモコ
第25回（2021年）

- マンガ大賞：山下和美『ランド』
- 新生賞：原作・山田鐘人/作画・アベツカサ『葬送のフリーレン』
- 短編賞：野原広子『消えたママ友』『妻が口をきいてくれません』
- 特別賞：吾峠呼世晴（社会現象を生み出した『鬼滅の刃』の功績に対して）
- 最終候補作品：椎名うみ『青野くんに触りたいから死にたい』、山本美希『かしこくて勇気ある子ども』、吾峠呼世晴『鬼滅の刃』、芥見下々『呪術廻戦』、山田鐘人（原作） / アベツカサ（作画）『葬送のフリーレン』、笹生那実『薔薇はシュラバで生まれる【70年代少女漫画アシスタント奮闘記】』、武田一義（作画）/ 平塚柾緒（原案協力）『ペリリュー 楽園のゲルニカ』、白井カイウ（原作）/ 出水ぽすか（作画）『約束のネバーランド』、山下和美『ランド』

社外選考委員：秋本治、桜庭一樹、里中満智子、高橋みなみ、中条省平、トミヤマユキコ、南信長、矢部太郎
第26回（2022年）
- マンガ大賞：魚豊『チ。-地球の運動について-』
- 新生賞：谷口菜津子『教室の片隅で青春がはじまる』『今夜すきやきだよ』
- 短編賞：オカヤイヅミ『白木蓮はきれいに散らない』『いいとしを』
- 特別賞：なし

社外選考委員：秋本治、里中満智子、高橋みなみ、中条省平、トミヤマユキコ、南信長、矢部太郎
第27回（2023年）
- マンガ大賞：入江喜和『ゆりあ先生の赤い糸』
- 新生賞：ガンプ『断腸亭にちじょう』
- 短編賞：やまじえびね『女の子がいる場所は』
- 特別賞：楳図かずお

社外選考委員：秋本治、里中満智子、高橋みなみ、中条省平、トミヤマユキコ、南信長、矢部太郎
第28回（2024年）
- マンガ大賞：ヤマザキマリ/とり・みき『プリニウス』[3]
- 新生賞：坂上暁仁『神田ごくら町職人ばなし』（「江戸の職人の技に込めた思いを卓抜した画力で描いた独自性」に対して[3]）
- 短編賞：益田ミリ『ツユクサナツコの一生』[3]
- 特別賞：コミティア実行委員会[3]（オリジナル作品に限定したマンガ同人誌の展示即売会を40年間続け、アマチュア作家ならびにプロ志望の多くの描き手を応援してきた功績に対して）

社外選考委員：秋本治、里中満智子、高橋みなみ、中条省平、トミヤマユキコ、南信長、矢部太郎
第29回（2025年）
- マンガ大賞：りんたろう『1秒24コマのぼくの人生』[4]
- 新生賞：城戸志保『どくだみの花咲くころ』（「“普通”からはみ出した子供たちの関係性を、エンタメとして力強く描く力量」に対して[4]）
- 短編賞：榎本俊二『ザ・キンクス』
- 特別賞：一般財団法人 横手市増田まんが美術財団（「マンガ原画のアーカイブに尽力してきた業績」に対して[4]）
- 最終候補作品：蔵本千夜『Battle Scar』、りんたろう『1秒24コマのぼくの人生』、赤坂アカ×横槍メンゴ『【推しの子】』、たらちねジョン『海が走るエンドロール』、安藤ゆき『地図にない場所』、おかざき真里『胚培養士ミズイロ』、とあるアラ子『ブスなんて言わないで』[5]

社外選考委員：秋本治、里中満智子、高橋みなみ、中条省平、トミヤマユキコ、南信長、矢部太郎